# Romeo Filipović
Romeo Filipović (* 31. März 1986 in Recklinghausen) ist ein ehemaliger deutsch-kroatischer Fußballspieler, der vorrangig als zentraler Mittelfeldspieler zum Einsatz kam.

## Karriere
Von 2003 bis 2005 spielte Filipović in der A-Junioren-Bundesliga für Rot-Weiss Essen und MSV Duisburg. Im Sommer 2005 wechselte er zum Oberligisten VfB Homberg, wo er aufgrund einer Verletzung jedoch nur zu vier Einsätzen kam. Im Sommer 2006 wechselte er zum rumänischen Erstligisten und Aufsteiger FC Universitatea Craiova. Dort kam er jedoch nicht zum Einsatz. Nach einem halben Jahr wechselte er zum österreichischen Drittligisten SV Spittal/Drau, wo er in acht Spielen zwei Tore erzielte. Im Sommer 2007 wechselte er zum jordanischen Erstligisten Al-Ahli SC. Nach einem halben Jahr wechselte er zum bosnischen Erstligisten FK Željezničar Sarajevo, wo er zu vier Einsätzen kam. In der Saison 2008/09 stand er wieder bei FC Universitatea Craiova unter Vertrag. Im Oktober 2009 unterschrieb er dann einen Vertrag beim schottischen Zweitligisten Ayr United, wo er jedoch auch ohne Einsatz blieb. Im Januar 2010 wechselte er zum indonesischen Erstligisten Bontang FC. Ein Jahr später unterschrieb er einen Vertrag beim kroatischen Erstligisten NK Karlovac und kam fünfmal zum Einsatz. Schon im Sommer 2011 wechselte er zum bosnischen Erstligisten FK Sloboda Tuzla und kam auf sechs Einsätze. Ende Februar 2012 einigte er sich mit dem finanziell angeschlagenen Verein auf eine Vertragsauflösung. Daraufhin unterschrieb er bis zum Saisonende 2011/12 beim Schweizer Drittligisten FC Mendrisio-Stabio, wo er in acht Spielen als Vorlagengeber glänzte. Anfang August 2012 wechselte er zum slowenischen Erstligisten FC Koper. Nachdem er sich zuerst einen Stammplatz erobert hatte, verletzte er sich im November 2012 am Meniskus und musste operiert werden. Anfang Dezember 2012 wurde dann sein Vertrag vorzeitig aufgelöst.
Filipović war ein halbes Jahr ohne Verein, ehe er sich im August 2013 dem kroatischen Drittligisten NK Imotski anschloss. Mit dem Verein stieg er am Ende der Saison 2013/14 in die 2. HNL auf. Ende September 2014 nahm ihn der polnische Zweitligist Olimpia Grudziądz unter Vertrag. Dort kam er nicht zum Einsatz und verließ den Verein Anfang März 2015 zu den Orange County Blues in die United Soccer League. Nach vier Einsätzen zu Saisonbeginn wechselte er im Sommer 2015 zu Ligakonkurrent Arizona United. Nach einer abermaligen Vereinslosigkeit am Ende des Spieljahres heuerte er im Sommer 2016 beim indonesischen Klub Persela Lamongan an. Nach nur wenigen Monaten beim neuen Verein verließ er diesen im Januar bzw. Februar 2017 wieder und gab sein Karriereende bekannt.